# Bokor (vudù)
Un bokor, nelle pratiche vudù, è un oungan o una mambo che pratica magia malvagia per scopi personali.
Una delle fatture più note dei bokor è il furto del petit bon ange (il "piccolo angelo guardiano") e la successiva schiavitù sotto forma di zombi: colui che ne è colpito appare in un primo momento morto e viene quindi seppellito. Dopo qualche giorno il bokor ritorna per prendere il corpo e per forzarlo a fare lavori manuali, in una sorta di controllo mentale.
Secondo leggenda, lo stregone deve cavalcare all'indietro fino alla casa della vittima, recitare alcune parole magiche e "succhiare" da una fessura della casa l'anima della vittima, sputandola poi in un contenitore. Il giorno seguente, la vittima non si sveglierà dal sonno e verrà seppellita come morta; lo stregone stapperà il contenitore, ed il "profumo" dell'anima risveglierà il corpo della vittima, la quale, da quel momento, sarà agli ordini dello stregone.
Spesso si trova il bokor in molti racconti e leggende haitiane.